# Marie Newman
Pour les articles homonymes, voir Newman.
Marie Newman, née le 13 avril 1964 à Chicago, est une entrepreneuse et femme politique américaine. 
De 2021 à 2023, elle est élue à la Chambre des représentants des États-Unis pour le troisième district congressionnel de l'Illinois.

## Biographie
Née à Chicago, elle étudie à la Carl Sandburg High School (en) de Orland Park avant d'intégrer l'Université Marquette puis l'Université du Wisconsin à Madison.
En 2016, elle soutient Bernie Sanders face à Hillary Clinton lors de la primaire démocrate. Le lendemain de la défaite de Clinton, elle rejoint le Illinois Women's Institute for Leadership puis finalement, elle met fin à ses activités entrepreneuriales pour se lancer dans la politique en janvier 2017. Le 10 avril 2017, elle annonce sa candidature pour le 3e district congressionnel de l'Illinois face au représentant sortant, Dan Lipinski, qui siège à ce poste depuis 2005. Malgré l'appui de plusieurs organisations dont Planned Parenthood, la Fédération des enseignants de l'Illinois, la Feminist Majority Foundation ainsi que de la sénatrice Kirsten Gillibrand et des Représentants Luis Gutiérrez et Jan Schakowsky, elle perd les primaires face à Lipinski, 51,2 % contre 48,8%.
En 2020, elle décide de se présenter une nouvelle fois contre Dan Lipinski aux primaires démocrates et reçoit le soutien de Alexandria Ocasio-Cortez, Elizabeth Warren, Bernie Sanders ainsi que de la maire de Chicago, Lori Lightfoot. Le 17 mars, Marie Newman bat Lipinski lors des primaires, 46,55% à 45,42%. En novembre, elle est élue représentante des États-Unis avec 56,4 % des suffrages face au républicain Mike Fricilone.

## Positions politiques
Marie Newman soutient le droit à l'avortement, le contrôle des armes à feu, le Green New Deal et Medicare.